# Икучеёль
Икучеёль (устар. Икуче-Ель) — река в России, в Приуральском районе Ямало-Ненецкого АО. Устье реки находится в 345 км по левому берегу реки Полуй. Длина реки составляет 31 км.

## Данные водного реестра
По данным государственного водного реестра России относится к Нижнеобскому бассейновому округу, водохозяйственный участок реки — Обь от впадения реки Северная Сосьва до города Салехард, речной подбассейн реки — бассейны притоков Оби ниже впадения Северной Сосьвы. Речной бассейн реки — (Нижняя) Обь от впадения Иртыша.